# 釜山水族馆
釜山水族馆（韓語：부산아쿠아리움）位于韩国釜山市海云台海滩，是韩国规模最大的水族馆。
釜山水族馆占地36,000平方米，地下3层，地上1层。馆内展示约有250种35,000只海洋生物。主水箱储水量为3,000,000加仑，有长达80米的海底隧道供游客观赏海洋生物。馆内共有40个展厅，包括企鹅馆、水獭馆、食人鱼馆、水母馆等。